# Orelle
Orelle är en kommun i departementet Savoie i regionen Auvergne-Rhône-Alpes i sydöstra Frankrike. Kommunen ligger i kantonen Saint-Michel-de-Maurienne som tillhör arrondissementet Saint-Jean-de-Maurienne. År 2022 hade Orelle 321 invånare.

## Befolkningsutveckling
Antalet invånare i kommunen Orelle
| Referens: INSEE |